# Пламмер, Чарли
Ча́рли Фо́лкнер Пла́ммер (англ. Charlie Faulkner Plummer; род. 24 мая 1999, Покипси, Нью-Йорк) — американский актёр, известный главными ролями в нескольких фильмах. Лауреат премии Марчелло Мастроянни Венецианского кинофестиваля (2017).

## Биография
Чарли Пламмер родился в Покипси, штат Нью-Йорк в семье театральной актрисы Майи Гэст и писателя Джона Кристиана Пламмера, и вырос в населённом пункте Колд-Спринг в том же штате. У Чарли Пламмера есть младший брат, Джеймс. Из-за частых переездов семьи, Чарли Пламмер учился в семи разных школах: трёх в Лос-Анджелесе, двух в штате Нью-Йорк, и двух в самом Нью-Йорке. Под влиянием родителей, профессия которых была связана с театром, Пламмер ещё в раннем детстве стал играть эпизодические роли в театральных постановках небольших театров, а уже в десять лет начал сниматься в короткометражных фильмах.
В 2011 году Чарли Пламмер снялся в восьми эпизодах посвящённого гангстерам сериала «Подпольная империя». Затем он сыграл во всех эпизодах менее известного сериала — «Гранитные квартиры», и тогда же он получил свою первую, эпизодическую, роль в полнометражном фильме — «Не исчезай» режиссёра Дэвида Чейза.
В 2015 году Пламмер получил главную роль в независимом фильме «Король Джек», дебютной работе режиссёра Феликса Томпсона. В фильме Чарли сыграл подростка из захолустья, который пытается произвести впечатление крутого парня на приехавшего в гости младшего брата, поближе познакомиться с красивой девушкой и выжить в противостоянии с хулиганами.
Позже Пламмер рассматривался как один из претендентов на роль Человека-паука в третьем перезапуске, однако эта роль в конечном итоге досталась Тому Холланду.
В 2017 году Пламмер снялся в драматическом триллере Орена Мувермана «Ужин» вместе с Ричардом Гиром, Стивом Куганом и Лаурой Линни. Фильм был выпущен в американский прокат 5 мая 2017 года и, несмотря на звёздный актёрский состав, получил смешанные рецензии.
Куда более успешным был следующий проект с участием Пламмера. в том же 2017 году он сыграл похищенного наследника миллиардера Пола Гетти, Джона Пола Гетти III в преступном триллере Ридли Скотта «Все деньги мира». Партнёрами актёра на съёмочной площадке стали Мишель Уильямс, Кристофер Пламмер и Марк Уолберг. Поскольку Чарли Пламмер сыграл внука Поль Гетти, роль которого исполнил Кристофер Пламмер, у некоторых зрителей возникло заблуждение, что они являются родственниками и в реальной жизни. В действительности, Кристофер Пламмер заменил в проекте Кевина Спейси, роль которого, уже полностью сыгранную, вырезали из фильма из-за обвинений в сексуальных домогательствах. В итоге, все сцены, в которых играл 58-летний Спейси, были заново пересняты за 10 дней с участием 88-летнего Кристофера Пламмера, который, по отзывам критиков, великолепно справился со своей ролью. Таким образом, присутствие двух разных Пламмеров на съёмочной площадке первоначально не предполагалось. Фильм вышел в американский прокат 25 декабря 2017 года и получил в целом положительные отзывы .
В том же году Пламмер сыграл покинутого всеми подростка Чарли, который находит утешение и цель в своей дружбе со скаковой лошадью в драме Эндрю Хэйга «Положитесь на Пита». Премьера фильма состоялась на Венецианском международном кинофестивале, где фильм был высоко оценён критиками а Чарли Пламмер награждён премией Марчелло Мастроянни лучшему молодому актёру. Фильм был выпущен в англоязычной версии 6 апреля 2018 года.
В 2018 году Пламмер снялся в драме Джошуа Леонарда «Вот моё сердце» вместе с Марисой Томей и Тимоти Олифантом, фильм вышел в июле 2018 года. Он также появился в триллере Дункана Скилза «Узел cмерти».
В 2019 году Пламмер снялся в дебютном полнометражном художественном фильме Набиля Элдеркина «Глубокий овраг». Действие фильма разворачивается в мрачном Лос-Анджелесе, где трое лучших друзей: Кэлвин, Ники и Джесси борются за выживание. Уставшие от проблем в семье и бедности, они ищут спасения в видеоиграх, наркотиках и шумных вечеринках, но они дают только временный эффект облегчения. Он также фигурировал в фильме Пиппы Бьянко «Репост», выпущенном A24. В 2019 году Пламмер также сыграл ведущую роль в сериальной адаптации Хулу романа Джона Грина «В поисках Аляски» в роли 16-летнего Майлза «Толстяка» Холтера. Сериал был выпущен в октябре 2019 года и получил признание критиков.
В 2020 году Пламмер снялся в драме Тора Фройденталя «Сумасшедшая любовь», сыграв молодого человека с диагнозом «шизофрения», а также сыграл главную роль в научно-фантастическом фэнтези «Спонтанность» режиссера Брайана Даффилда по одноименному роману Аарона Стармера. Оба фильма получили положительные отзывы.

## Личная жизнь
Пламмер живет в Нью-Йорке и является вегетарианцем. Наряду с актёрской карьерой, Пламмер рассматривал возможность стать
футбольным менеджером из-за своей страсти к этому спорту. Он является болельщиком команды Atlanta Falcons.

## Избранная фильмография
| Год  |   | Русское название    | Оригинальное название      | Роль                             |
| ---- | - | ------------------- | -------------------------- | -------------------------------- |
| 2010 | с | Подпольная империя  | Boardwalk Empire           | Майкл Томпсон                    |
| 2012 | ф | Не исчезай          | Not Fade Away              | Младший брат Грэйс               |
| 2013 | с | Гранитные квартиры  | Granite Flats              | Тимми Сандерс                    |
| 2015 | ф | Король Джек         | King Jack                  | Джек                             |
| 2017 | ф | Ужин                | The Dinner                 | Майкл Ломан                      |
| 2017 | ф | Положитесь на Пита  | Lean on Pete               | Чарли                            |
| 2017 | ф | Все деньги мира     | All the Money in the World | Джон Пол Гетти III               |
| 2018 | ф | Вот моё сердце      | Behold My Heart            | Маркус Лэнг                      |
| 2018 | ф | Узел смерти         | The Clovehitch killer      | Тайлер Бёрнсайд                  |
| 2019 | с | В поисках Аляски    | Looking for Alaska         | Майлз «Толстячок» Холтер         |
| 2019 | ф | Глубокий овраг      | Gully                      | Ники                             |
| 2019 | ф | Репост              | Share                      | Дилан                            |
| 2020 | ф | Сумасшедшая любовь  | Words on Bathroom Walls    | Адам                             |
| 2020 | ф | Спонтанность        | Spontaneous                | Дилан Ховмаер                    |
| 2022 | ф | Падение Луны        | Moonfall                   | Сонни Харпер                     |
| 2022 | с | Первая леди         | First Lady                 | Франклин Д. Рузвельт в молодости |
| 2024 | ф | Возвращение Одиссея | The Return                 | Телемах                          |